# Dionysius van Parijs
De heilige Dionysius van Parijs of Sint-Denijs (Frans: Saint-Denis) was, volgens de legendes rond zijn persoon, de eerste bisschop van die stad in de 3e eeuw.
Volgens Gregorius van Tours werd hij door paus Fabianus naar het toenmalige Lutetia gezonden. Hij zou de eerste (houten) kerk gebouwd hebben op het eiland waarop nu de Notre Dame staat. Met zijn gezellen Eleutherius en Rusticus werd hij ca. 250, zoals beschreven werd in de Historia Francorum van Gregorius van Tours, om het leven gebracht door de heidense bevolking.

## Cefalofoor
Dionysius staat bekend als cefalofoor, dat is: hoofddrager. Volgens een legende was hij het oneens met de plaats van zijn martelaarschap (Montmartre), waarna hij zijn afgehouwen hoofd zou hebben opgepakt. Met zijn hoofd in zijn handen zou hij tien kilometer naar het noorden hebben gelopen, naar de plaats waar hij begraven wilde worden; het huidige Saint-Denis. Hij wordt dan ook vaak afgebeeld met zijn hoofd in zijn handen, bijvoorbeeld aan de gevel van de Notre Dame.
Zijn feestdag wordt gevierd op 9 oktober. De gedachtenis van de translatio is steeds op 4 december. Dionysius is een van de patronen van Frankrijk. In Nederland is hij de patroonheilige van Tilburg.
Achatius · Barbara · Blasius · Catharina · Christoffel · Cyriacus · Dionysius · Egidius · Erasmus · Eustachius · Joris · Margaretha · Pantaleon · Vitus
- Gemeinsame Normdatei: 118679740
- International Standard Name Identifier: 0000 0000 9134 5135
- Library of Congress Control Number: n79113975
- Nationale Bibliotheek van Tsjechië: jx20080820002
- Nationale Bibliotheek van Israël: 987007380689605171
- Virtual International Authority File: 133681115